# Estação Mindelo

A Estação Mindelo é parte do Metro do Porto. É uma das principais estações da Linha da Póvoa.